# Władimir Dudin
Władimir Michajłowicz Dudin (ros. Владимир Михайлович Дудин, ur. 13 grudnia 1941 w miejscowości Diemidowo w obwodzie woroneskim) – radziecki lekkoatleta, długodystansowiec, medalista mistrzostw Europy z 1969 i były rekordzista świata.
19 sierpnia 1969 w Kijowie podczas mistrzostw ZSRR Dudin ustanowił rekord świata w biegu na 3000 metrów z przeszkodami z wynikiem 8:22,2. Drugi na mecie Aleksandr Morozow również uzyskał wynik lepszy od dotychczasowego rekordu świata.
Na mistrzostwach Europy w 1969 w Atenach Dudin zdobył brązowy medal w tej konkurencji, za Michaiłem Żelewem z Bułgarii i Morozowem.
Zwyciężył w biegu na 3000 metrów z przeszkodami w finale Pucharu Europy w 1970 w Sztokholmie. Zajął 9. miejsce w tej konkurencji na mistrzostwach Europy w 1971 w Helsinkach. Nie zakwalifikował się na igrzyska olimpijskie w 1972 w Monachium i wkrótce później zakończył wyczynowe uprawianie sportu. 
Był mistrzem ZSRR w biegu na 3000 metrów z przeszkodami w 1969 i 1973 oraz brązowym medalistą na tym dystansie w 1971.
Jest podpułkownikiem w stanie spoczynku.